# Вер, Джон де, 16-й граф Оксфорд
Джон де Вер (англ. John de Vere; 1516 — 3 августа 1562) — английский аристократ, 16-й граф Оксфорд с 1540 года, лорд великий камергер Англии. Член Тайного совета в правление Марии I.

## Биография
Джон де Вер был старшим сыном Джона де Вера, 15-го графа Оксфорда, и его второй жены Элизабет Трасселл. Он родился в 1516 году. С 1526 года Джон носил титул учтивости лорд Болебек, а в 1540 году, после смерти отца, унаследовал семейные владения и занял место в Палате лордов как 16-й граф Оксфорд. В 1541 году он унаследовал земли матери, в 1544 году участвовал в булонском походе в качестве капитана. В день коронации Эдуарда VI, 20 февраля 1547 года, граф был посвящён в рыцари. В 1553 году он в числе других лордов подписал документ, согласно которому престол после смерти Эдуарда должен был перейти к Джейн Грей, но вскоре поддержал другого претендента — Марию Тюдор. Последняя, получив корону, включила сэра Джона в свой Тайный совет. Тем не менее позже графа подозревали в симпатиях протестантизму и даже в причастности к заговору. 
В 1558 году королевой стала Елизавета I, питавшая к де Веру благосклонность. В 1559 году граф встречал шведского принца Юхана, приехавшего просить руки королевы для своего брата Эрика, в 1561 году он принимал Елизавету в своём поместье Хедингем. 
В Эссексе, где находились основные владения сэра Джона, он всю свою жизнь пользовался большим влиянием и занимал разные посты мирового судьи, лорда-лейтенанта и др. Как многие другие вельможи той эпохи, граф содержал актёрскую труппу, известную как «люди Оксфорда».
Граф был женат дважды — на Доротее Невилл (дочери Ральфа Невилла, 4-го графа Уэстморленда, и Кэтрин Стаффорд) и на Марджори Голдинг. В первом браке родилась дочь Кэтрин, жена Эдуарда Виндзора, 3-го барона Виндзора; во втором браке родились сын Эдуард и дочь Мэри, жена Перегрина Берти, 13-го барона Уиллоуби де Эрзби.